# Franquet d'Arras
Franquet d'Arras, fils de Hugues d'Arras (-1391), seigneur de Selles, chevalier, et de Jeanne de Preures, était un chevalier et capitaine bourguignon du XVe siècle. Accompagné de trois cents mercenaires anglais ou bourguignon, il terrifiait et dévastait la France.
Il affronta Jeanne d'Arc dans plusieurs batailles. Il perdit la dernière en mai 1430 à Vaires-sur-Marne et fut capturé. D'après la Vie de Jeanne d'Arc, biographie publiée en 1908 par Anatole France, Jeanne tenta de l'échanger contre Jacquet Guillaume, dit le « Seigneur de l'Ours », aubergiste parisien, qu'elle pensait prisonnier des Anglais et qui avait, en fait, été pendu en 1416.
Jeanne d'Arc parvint à s'emparer de son épée qu'elle ramena à l'abbatiale Notre-Dame-des-Ardents-et-Saint-Pierre, à Lagny-sur-Marne. Cette épée est représentée sur plusieurs statues de la sainte, et sur ses armoiries.
Il fut décapité à Lagny[source insuffisante] après un procès qui dura deux semaines.
Cette execution fut un des chefs d'accusation lors du procès de Jeanne d'Arc.